# 夢夢ワールドDX
『夢夢ワールドDX』（ムムワールドデラックス）は、2005年にSANKYOから発売されたパチスロ機種。
ボーナスのストック機能を搭載。『ボンバーパワフル』同様「夢夢」「ナナ」姉妹が登場する。演出用に大型の液晶画面を搭載しており、リールはその分小さくなっている。
本機種はJACゲームが2回のBタイプでかつ7ライン機であるため、ボーナスの内部確率が非常に高く、ストック切れはほとんど発生しない。2007年9月に検定切れとなり、ホールから撤去された。
なお本機種の後継機となる「夢夢ワールドDXII」が2011年に発売されている。

## 概要
『ボンバーパワフル』などとは異なり、RTテーブルは存在しない。そのかわりモードが複数存在し、それによりボーナスを放出しやすい状態としにくい状態とに分かれている。スロットステージ滞在中を除き、ストック機によくある小役解除なども存在せず、演出ステージ移行のときの抽選により内部で前兆モードに移行すれば、規定のゲーム数消化後にボーナス放出となっている。
本機種には大きく分けて、通常・シャッター・スロットの3つのステージが存在し、内部的に低確・高確・前兆の3つのモードが存在する。モード移行の抽選はステージ移行時に行われる。なお、天井機能として、前のボーナス終了後1080ゲームを越えると、次のステージ移行でかならずシャッターステージとなり、ビッグボーナスを放出する（1080ゲームまでにすでに前兆モードに移行していた場合は除く）。ステージ滞在ゲーム数は最大120ゲームのため（詳細は後述）、実質的な意味での天井ゲーム数は1200ゲーム。

## 演出

### 通常ステージ
通常ゲーム時の大半はここに滞在する。滞在ゲーム数は前兆時を除き10ゲームから120ゲームまで10ゲーム刻みに振り分けられており、内部では低確・高確・前兆のいずれかの状態になっている。前兆の場合はあらかじめ決められたゲーム数を消化するとボーナス放出となる。それ以外は、滞在ゲーム数消化後にいずれかのモードに移行する。
演出上は原始・航海・未来の3つのステージのいずれかに滞在し、それぞれに高確や前兆を示唆する演出が存在している。基本的には原始・航海・未来の順に移行し、未来の次は原始に戻る。しかし、この法則が崩れることもあり、その場合は高確もしくは前兆の可能性が高まる。

### シャッターステージ
『ボンバーパワフル』の演出を継承している。演出上はわからないようになっているが、内部では突入時に当たるかどうか決まっている。
最大8ゲーム継続。有効8ラインのうち、7が1か所でも揃うか、すべてにフルーツの絵柄が停止すればボーナス放出が確定する。ボーナスを放出しなかった場合は、終了後に低確・高確・前兆のいずれかのモードに移行する。ステージは通常ステージに移行し、シャッター・スロットには移行しない。

### スロットステージ
液晶画面にスロットが登場し、毎ゲーム変動する。このステージのみ自力でのボーナス放出が望める。継続ゲーム数は最低10ゲームであるが、実際はもう少し継続するようになっている。毎ゲーム放出の抽選を行っており、当選すると最大5ゲームの前兆モードに移行後、ボーナスが揃えられるようになる。このステージ滞在時にチャンス目が出現すると、高確率でボーナス放出につながる。
ボーナスを放出しなかった場合は、終了後低確・高確・前兆のいずれかのモードに移行する。ステージは通常ステージに移行し、シャッター・スロットには移行しない。

## ボーナスゲーム
ビッグボーナスとレギュラーボーナスがあり、比率は2:1で設定差はない。ビッグボーナス中は払い出し12枚のチェリーが7枚のスイカになり出玉が減ってしまうことを防ぐため、JACINさせるときを除きかならず逆押しで小役ゲームを消化する。小役にはナビはないが、JACIN当選時はバナナのナビが出現。ナビが発生したら、JACINさせるときは順押しで消化、はずすときは逆押しで消化する。
ボーナスゲーム中の出現キャラによって連荘の期待度が変わり、ロボパワフルが出現すれば期待大となる。
ボーナスゲーム後はすべてのモード・ステージに移行する可能性がある。シャッター・スロットに移行すれば連荘の可能性が高まり、前兆に移行していれば連荘確定となる。

## ミニリール
大型の液晶画面のほうが目立っているが、筐体上部の小さなリールが本来のリールである。
このリールで、プラムが中段もしくは斜めに揃えばチャンス目となる。また追加ライン（小山型・小谷型）にスイカ・リプレイが揃うと、高確・前兆の期待度が高まる。
ボーナス確定画面が出現した場合は、中リールにVを狙い、他は適当押しでかまわない。そのためリールは小さいものの、目押しの難易度は低くなっている。

## 関連商品
必勝パチンコ★パチスロ攻略シリーズ Vol.2 ボンバーパワフル&夢夢ワールドDX
ディースリー・パブリッシャーから2005年に発売された、PlayStation 2用ゲームソフト。